# Cyathea insignis
Cyathea insignis là một loài dương xỉ trong họ Cyatheaceae. Loài này được D.C. Eaton mô tả khoa học đầu tiên năm 1860.